# Lépesméz
A lépesméz a viaszával együtt tárolt, eladott és fogyasztott méz. Habár Magyarországon különlegesnek számít, minden méz eredetileg lépesméz, de további felhasználás céljából a méhész kinyeri, többnyire pergetéssel, de ennek más módszerei is vannak.
A lépesmézet azonban többnyire nem a kaptár szokásos kereteiből vágják ki, hanem külön építtetik, hogy szép, tiszta, fehér viaszú legyen. Egyes országokban speciális műlépet lehet kapni lépesméz termelésének céljára, ami biztosítja, hogy a sejtek tiszta fehérek, szabályosak és egyenletesek legyenek. A német nyelvben külön elnevezéssel illetik a műlépes (Wabenhonig) és a műlép nélküli (Scheibenhonig) lépesmézet. Magyarországon kevesen építtetnek mézes lépet, és ők is kevésbé kiforrott módszerekkel dolgoznak.

## Kívánalmak

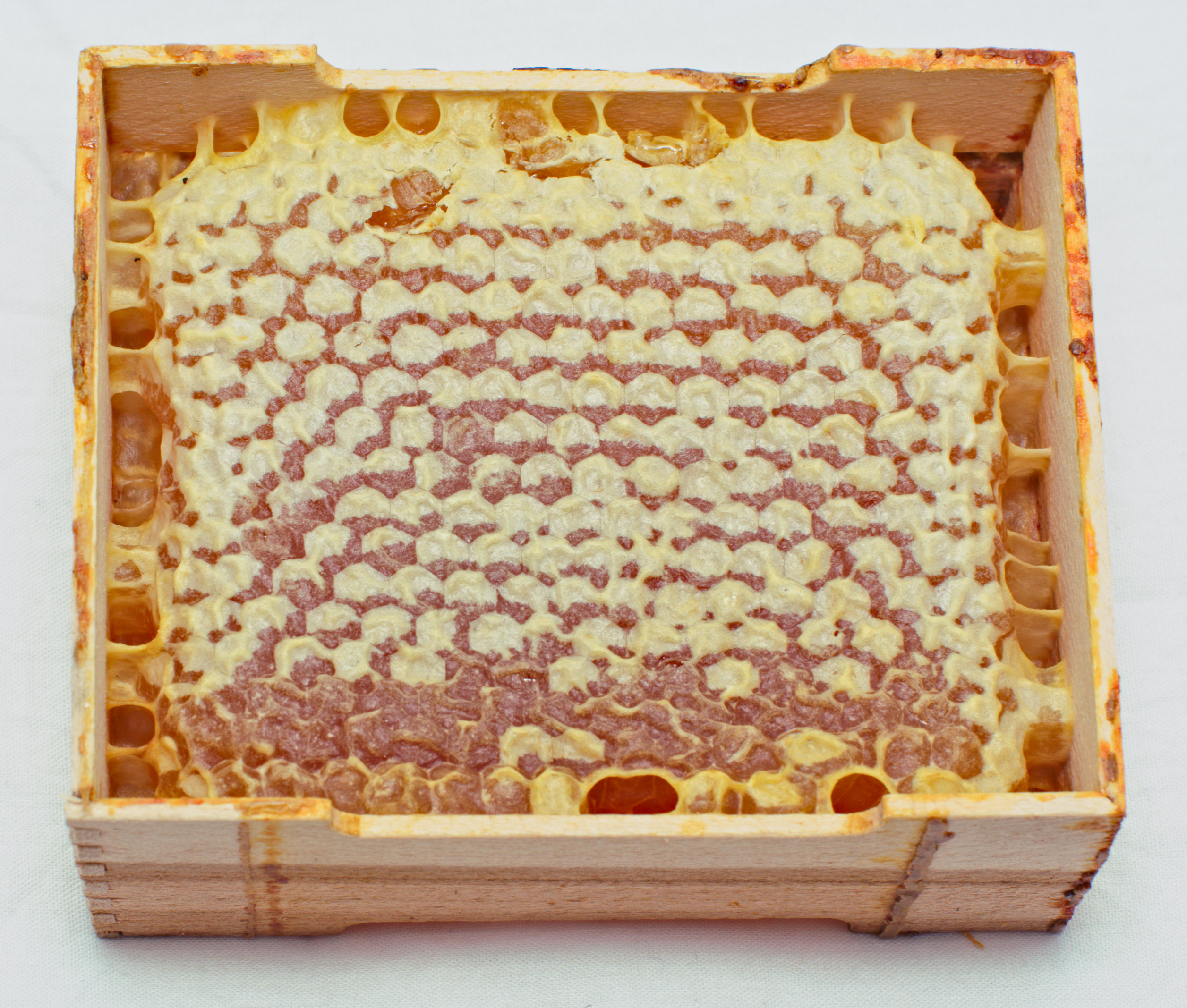
Lépesméz

A lépesmézre a különböző országokban más szabályok vonatkoznak. A görögök használnak sötét lépet is lépesmézhez. Magyarországon sokáig csak a teljes egészében méhek által épített műlép lehetett első osztályú. Itt a lépesméz különlegességnek számít, kevesen foglalkoznak vele.
A lépesméztől Magyarországon a következőket várják el:
- Teljesen új építésű
- A sejtek szabályosak, méretük egyenletes
- Ne legyen benne virágporos vagy fiasításos sejt
- A fedelezés tiszta fehér, méhtetű nyűvétől mentes
- Ne legyen propoliszos
- A keret mérete könnyen kezelhető, nem kell szabdalni
- A méz világos legyen

A jogi szabályozás azonban nem ennyire szigorú.

## A termelés feltételei
Lépesmézet termelni nem egyszerű, mivel a következők szükségesek hozzá:
- Tartós bő hordás
- Nagyon nagy méhcsalád
- Zsúfolt fészek
- Ne legyen rajzó hangulat

A méhek csak akkor építik ki és töltik meg szépen, tisztán, egyenletesen a kis lépeket, ha hosszú ideig bő a hordás. Különben a sejtek egy részét nem fedik be, vagy ha tovább tartják bent a lépecskét, akkor összepropoliszozzák.
Ahhoz, hogy ne kelljen feldarabolni a lépeket, azoknak kicsiknek kell lenniük, a méhek azonban a nagy, tágas lépeket szeretik. Emiatt szükséges a zsúfoltság és a nagy család, mert csak akkor készülnek el gyorsan.
Ha a család rajzó hangulatba kerül, akkor lassan, vontatottan dolgozik, és a gyűjtés is lanyhul, és a rajokkal népet is veszít. A méhésznek össze kell egyeztetnie a két szempontot, ami nem egyszerű. Az olasz méh szépen is épít, és fed, és az anya kétéves koráig még zsúfoltság esetén sem rajzik, ezért kiváló a lépesméz termeléséhez. Magyarországon azonban rosszul telel.

## Egyszerű módszerek
A méheknek rendes nagyságú lép nélküli keretet, építtető keretet vagy üvegharangot adnak. A méhek ebbe építkeznek. Az üvegharangban megfelelően elhelyezett lépkezdettel csillag vagy betű építtethető. Az üvegharangot a lépek fölé teszik. Ha túl nagy, akkor a méhek nehezen foglalják el.
Az üvegharang továbbfejlesztése a doboz, ami vagy alul nyitott, szögletes, lapos üvegedény vagy két oldalt üveges, alul nyitott keret. A lép mellett utcának is van benne hely. Ezt boxesnak nevezték. Drágasága miatt a keretke váltotta fel, amit szintén neveznek boxesnak.
A keretke lécekből szegelhető össze, és összeépítve több keretke is kialakítható. Nagy keretbe illesztve vagy egyesével a vándorkaptár menekülőterébe állítható. 

## Fejlettebb módszerek
Ezeket a módszereket az angolok és az amerikaiak továbbfejlesztették. A keretke hárslécből készül, ami 3 mm vastag és 47,6 mm széles. Ezt a termelő hajtogatja össze, és fogazással kapcsolja össze a két végét. Ezután meleg paraffinnal vonja be, majd beleteszi a műlépet.
Gyűjtőkeretben vagy fiókban adják a családnak.
Ha a gyűjtőkeretet választják, akkor vesznek egy mézkamra keretet, és azt töltik meg keretkékkel. A léputcákat vékony deszkával vagy bádoggal választják el. Egyszerűbb, ha választók nélkül teszik a többi lép közé, de ekkor lehet, hogy inkább a nagy lépeket fogják meghízlalni a méhek.
Az alacsony fiókban több sorba helyezik el a keretkéket. Ha elég szoros az illesztésük, akkor a méhek nem fogják összekenni propolisszal. A keretkéket vagy gyűjtőkeretbe teszik, vagy magukat a keretkéket támasztják a mézkamra alsó szintjét áthidaló vasakra. A szoros illesztést rugós záródeszka biztosítja.

## A család kezelése
A mézkamrát csak a főhordás elején nyitják meg. A fészket egy fiókra korlátozzák, és a többi keretről is ide söprik vissza a méheket. A kaptárat alul szellőztetik, hogy ne ébredjen fel a rajzóösztön. A rajzás ellen különféle módszerekkel védekeznek.
A gyűjtés vége felé a teli keretkéket elveszik, és a többit csoportosítják. Ha túl sokat várnak, akkor a méhek elkezdik a mézkamrába hordani a mézet.
Szükség esetén a családot pergetett mézzel segítik ki. Tervszerű etetéssel a pergetett méz drágább lépesmézzé dolgozható fel, azonban a méz veszít aromájából és a család részben elfogyasztja. Előnye, hogy így a termelés függetleníthető a méhlegelő szeszélyeitől.

## Előkészítés, tárolás
A keretkékről levakarják vagy ledörzsölik a propoliszt, majd celofános ablakú vagy zárt papírdobozba teszik.
A lépesmézet kristályosan nem lehet eladni, felolvasztani pedig kockázatos. Ezért olyan hőmérsékleten tárolják, ami nem kedvez a kristályképződésnek. A legjobb hőmérséklet a 26-29 Celsius-fok. Az amerikaiak meleg levegő áramoltatásával sűrítik a mézet, ha túl sok vizet tartalmaz.
Tálaláshoz a lépet kivágják a keretkéből.
Ha a lépesmézet nagy keretben építették, akkor feldarabolják. Üvegben vagy fémdobozban pergetett mézet öntenek rá, ami rövid időre 65,5 Celsius-fokra hevítenek, majd 43 Celsius-fokra hűtve öntik a lépesmézre. Egy másik csomagolási mód esetén az elmetszett sejtekből eltávolítják a mézet, majd a keretkés mézhez hasonlóan csomagolják. A hangamézet nem kell csurgatni.

## Története
Mivel minden méz eredetileg lépesméz, ezért a mézvadászok ilyen mézet szereztek. A legrégibb, piramisban talált méz is lépes. A kasos méhészetben sokáig a megvastagított szélső lépet adták el lépesmézként, mert abban nem volt fiasítás.
A kaptáras méhészettel párhuzamosan fejlődött az üvegkészítés, és bár eleinte drága volt az üveg, a módosabb méhészek hamar megkedvelték az üvegharangot. Az angol Nutt Tamás üvegharangokkal berendezett kaptárat épített. A 19. század második felében a méhészek megtanulták, hogyan irányíthatják az építést, így különféle alakzatokat tudtak építtetni, habár erről már Ravazdy András is írt méhtolmács című könyvében. Kövesdi Szarka Sándor nemcsak kaptáráról, hanem üvegharangjáról is nevezetes volt.
A dobozos termelési módot Európában és Amerikában egymástól függetlenül kísérletezték ki. Az első dobozok nagyok voltak, Amerikában akár 2,5 kg méz is elfért bennük. Később a keretkék fokozatosan egyre kisebbek lettek, és egy-egy keretbe egyre többet helyeztek el. Az összehajtható keretkét Lee James találta fel, majd az amerikai Forncrook vette át. Magyarországon Ambrózy Béla népszerűsítette az etetéses lépesméztermelést, de emiatt sok támadás érte.